# On demande un ménage
Pour plus de détails, voir Fiche technique et Distribution.
On demande un ménage  est un film français de Maurice Cam sorti en 1946.

## Synopsis
Tout juste démobilisés, Pierre et son ami Jacques s'engagent chez un savant farfelu pour retrouver un trésor.

## Fiche technique
- Réalisation : Maurice Cam
- Scénario : René Jolivet, d'après la pièce de Jean de Letraz
- Co-dialoguiste : Jean de Letraz
- Décors : Claude Bouxin
- Musique : Loulou Gasté
- Pays de production :  France
- Format :  Noir et blanc - 1,37:1 - 35 mm - Son mono
- Durée : 90 minutes
- Genre : Comédie
- Date de sortie : 
  - France : 16 octobre 1946
- Affiches : Roger Cartier, Fernand François (France)

## Distribution
- Gilbert Gil : Pierre Larrieu
- Robert Dhéry : Jacques Arvel
- Jean Tissier : Octave Le Goulven
- Denise Grey : Sabine Robinet
- Saturnin Fabre : Horace Rouvière
- Marguerite Deval : Catherine
- Marcel Vallée : Robinet
- Nicolas Amato
- Ginette Baudin : Adrienne
- Francine Bessy : Colette Rouvière
- Georgette Tissier : La bonne
- Max Dunand